# Noel - Poeta da Vila
Noel - Poeta da Vila é um filme brasileiro de 2006, um drama biográfico dirigido por Ricardo van Steen.

## Sinopse
O filme conta a historia de Noel Rosa, um homem que mudou a história da música popular brasileira.
Aos 17 anos Noel Rosa é um jovem engraçado, que possui um defeito no queixo, estuda Medicina e toca numa banda regional. Gosta da companhia de operários, negros favelados e prostitutas, com quem rapidamente faz amizade. Até que um dia conhece Ismael Silva, compositor que o desafia a compor um samba. Noel usa uma paródia ao hino nacional para compor Com que roupa?, que faz grande sucesso nas rádios de todo Brasil. A partir daí, Noel se dedica de vez ao mundo do samba, tornando-se um dos mais populares compositores brasileiros.

## Elenco
- Rafael Raposo .... Noel Rosa
- Camila Pitanga .... Ceci
- Lidiane Borges .... Linda
- Mário Broder.... Wilson Batista
- Paulo César Pereio .... médico de Noel
- Flávio Bauraqui .... Ismael Silva
- Guilherme Curty
- Jonathan Haagensen .... Cartola
- Carol Bezerra .... Araci de Almeida
- Rui Resende .... pai de Noel
- Supla .... Mário Lago
- Roberta Rodrigues .... Lola
- Milton Filho .... Nilton Bastos
- Rodrigo Amim
- Fabrizio Fasano
- Wilson das Neves .... Papagaio
- Fábio Barreto
- Eduardo Gallotti
- Cristiano Gualda
- Fábio Lago